# 耀州 (唐朝)
耀州，唐朝时设置的州。
天祐三年（906年）李茂贞置，治所在华原县（今陕西省铜川市耀州区）。辖境相当今陕西省铜川市耀州区一带。五代時期，后梁贞明元年（915年）改名崇州，后唐同光元年（923年）复为耀州，辖境扩大，约今陕西省富平、三原、泾阳、铜川等市县区域。
宋朝时属永兴军路，元朝时属奉元路。明朝属西安府，辖境缩小，约当今陕西省铜川市地。清朝雍正三年（1725年）升为耀州直隶州，辖境相当今铜川、白水等市县地。雍正十三年降为散州，属西安府，辖境相当今铜川市耀州区地。1913年降为耀县。
耀州刺史
- 黄文靖（906年）
- 胡规（906年）
- 娄继英（906年）
- 温韬（906年）